# جوردون جونز
جوردون جونز (بالإنجليزية: Gordon Jones)‏ (و. 1911 – 1963 م) هو ممثل، من الولايات المتحدة الأمريكية، ولد في ألدن، توفي عن عمر يناهز 52 عاماً بسبب نوبة قلبية.

## وصلات خارجية
- جوردون جونز على موقع IMDb (الإنجليزية)
- جوردون جونز على موقع ألو سيني (الفرنسية)
- جوردون جونز على موقع أول موفي (الإنجليزية)
- جوردون جونز على موقع أول موفي (الإنجليزية)
- جوردون جونز على موقع قاعدة بيانات برودواي على الإنترنت (الإنجليزية)
- جوردون جونز على موقع قاعدة بيانات الأفلام السويدية (السويدية)
- جوردون جونز على موقع إن إن دي بي (الإنجليزية)
- جوردون جونز على موقع قاعدة بيانات الفيلم (الإنجليزية)
- جوردون جونز على موقع كينوبويسك (الروسية)